# Zuzana Licko
Zuzana Licko (1961, Bratislava, República Eslovaca) és una dissenyadora gràfica i tipògrafa eslovaca.

## Biografia
Licko va néixer a Bratislava el 1961 i es va traslladar als Estats Units als set anys. El seu pare, biomatemàtic, li donà accés a les computadores i l'oportunitat de dissenyar la seva primera tipografia, un alfabet grec, per al seu ús personal.
El 1981 entrà com estudiant a la Universitat de Califòrnia. Originalment s'havia planejat estudiar arquitectura, però va canviar als estudis de disseny i representació visual. Com que era esquerrana, odiava la classe de cal·ligrafia, en la qual la forçaven a escriure amb la mà dreta.
El 1983 es va casar amb el dissenyador gràfic i editor Rudy VanderLans, d'origen holandès.
El 1984 Licko i el seu marit creen Emigre, revista de disseny gràfic i tipografia apareguda a Californià el 1984 i tancada el 2005. Rud VanderLans fou l'editor de la revista mentre que Licko s'encarregava de la tipografia, la qual va ser molt aclamada. Els primers números parlaven del concepte de émigré (terme francès per descriure a gent que emigra a un altre país), tractant temes com les fronteres, la cultura internacional i l'alienació. En canvi, la música i la tipografia van ser els dos temes amb els que la revista es va acabant defensant.
A mitjans de la dècada de 1990, Licko treballa en dos dissenys notables: Mrs Eaves, basada en Baskerville, i Filosofia, basada en Bodoni; les dues eren interpretacions personals dels models anteriors.

## Revista Emigre
Emigre és una revista nord-americana bianual sobre el de disseny gràfic que va aparèixer el 1984 fins al 2005, fundada per Rudy VanderLans en conjunt amb la seua dona Zuzana Licko i altres holandesos. Segueix els exemples de la revista O&lc (sota la direcció artística de Herb Lubalin) i Hard Werken del estudi gràfic holandès del mateix nom. Editats sense cap pressupost (de la màquina d'escriure són redimensionats a la fotocopiadora), els primers exemplars són situats directament a prop dels distribuïdors.
Serveix de suport de difusió de les experimentacions tipogràfiques i gràfiques d'Emigre Gràfics. Cada número és construït al voltant d'un tema. La infografia permet reinventar el disseny gràfic de la revista a cada número. Fins i tot el logo és revista. Els formats normalitzats són rebutjats a favor estructures reixa orgànica que reflecteixen l'entusiasme pel contingut. « People read best what they read most » (La gent llegeix millor aquest que llegir més - Rud VanderLans). Experiències formals, entrevistes, escrits crítics, comentaris sociològics, inclusió de discos musicals defineixen el contingut de la revista. El 1995 adopta un format fix més convencional i busca una estabilitat més conservadora. El contingut també. «En lloc de lligar-se a les intencions dels dissenyadors i als seus treballs, hem decidit de tornar i observar com aquest treball impacti la nostra cultura» declara llavors Rudy VanderLans.
Després de 21 anys d'activitat, la revista para amb el n ° 69.

## Tipografies dissenyades
| Nom                 | Any 1ª Publicació | Descripció | Mostra                                             |
| ------------------- | ----------------- | --- | -------------------------------------------------- |
| Base 9, 12          | 1995              | La font de pantalla llegible (el Mapa de bits) i d'això sortint per la impressora que escriu (vector). Comença a 12 punts per la grandària estàndard, donant-li longitud central de 6 píxels i el postdata un quadrat 1200 unitats el màxim possible ... el mètric per al primer 12. Llavors esbossà a un cosí de 9, de manera que ambdues fonts cobrissin les mides populars 9, 12, 18, 24 i 36 punts sobre la pantalla sense la divisió de píxel. Un cop amb el dibuix de les fonts de la impressora vactoritzat. A la primera convenç amb un estil molt obstinat i característic. | Emigre Fonts                                       |
| Base 900            | 2010              | | Emigre Fonts                                       |
| Base Monospace      | 1997              | | Emigre Fonts                                       |
| Citizen             | 1986              | | Emigre Fonts                                       |
| Dogma               | 1994              | | Emigre Fonts                                       |
| Elektrix            | 1989              | | Emigre Fonts                                       |
| Filosofia           | 1996              | La seva primera aparició va ser en el cartell que Massimo Vignelli va crear per a la promoció d'aquesta tipografia. En aquest cartell apareixia en lletres grans la frase "It's Their Bodoni" (És la seva Bodoni). El seu origen parteix de l'admiració que Zuzana Licko tenia a la tipografia Bodoni, amb les seves línies netes i formes geomètriques. Tot i això, sovint no la podia utilitzar, per raons pràctiques, per al seu fort contrast que la feia poc llegible en mides petites. Moltes de les versions de la Bodoni que van treure les diferents fundicions reflecteixen la gran varietat del treball d'aquest tipògraf, que va començar utilitzant com a models els tipus de Fournier desenvolupant poc a poc un estil personal que va donar lloc al que avui anomenem l'estil modern. Aquesta evolució que van experimentar els tipus de Bodoni cap a la simetria, simplicitat i geometria pot explicar el predomini dels revivals excessivament geomètrics que va patir aquesta tipografia, que fins i tot van poder anar més lluny del que va arribar Bodoni. Aquests redissenys posseïen diverses variacions optimitzades per diferents mides per mantenir les seves característiques i llegibilitat tant a mides grans com petites. Amb l'arribada de la fotografia i posteriorment la informàtica al món tipogràfic, aquestes optimitzacions per a diferents mides es van perdre, en resultar molt més fàcil i econòmic escalar un únic model tipogràfic. Tot i això cal en certs dissenys com la Bodoni el disseny de diferents variacions segons la mida i aplicació a la qual està destinada. La Filosofia és la interpretació personal de Zuzana, on es pot apreciar la seva preferència per una Bodoni geomètrica, mantenint al mateix temps moltes de les característiques de la tipografia original per la seva òptima impressió. La versió Regular està optimitzada per a textos, reduint el contrast per a augmentar la llegibilitat en mides petites. La Filosofia Grand és una variant molt més delicada i refinada pensada per a aplicacions d'exhibició com a titulars. | Emigre Fonts                                       |
| Hypnopaedia         | 1997              | | Emigre Fonts                                       |
| Journal             | 1990              | | Emigre Fonts                                       |
| Lo-Res              | 1985 i 2001       | | Emigre Fonts                                       |
| Lunatix             | 1988              | | Emigre Fonts                                       |
| Matrix II           | 1986              | Està basada en les proporcions de la tipografia de mapa de bits Emigri Fourteen, de catorze píxels d'alt (des de la línia base fins a les ascendents). El seu origen es remunta de quan els ordinadors disposaven de poca memòria causa del seu alt preu i eren molt més lents que els actuals. Encara que està basada en les proporcions clàssiques, el que fa que mantingui la llegibilitat en el text, les seves formes estan construïdes de manera que consumeixi el mínim possible de memòria a l'ordinador, limitant-se als punts més essencials. Per exemple, els serifs corbats consumeixen més memòria que les línies rectes, per tant, aquests es van reduir a simples línies diagonals, requerint menys punts encara que els serifs quadrats. A més, les diagonals de 45 graus, usades en aquesta tipografia, proporcionen el contorn més llis que pot generar una impressora làser. D'aquesta manera tenim una tipografia que consumeix molt poca memòria a la impressora de manera que la transmissió de dades es fa d'una manera més ràpid. Amb els ordinadors i impressores actuals no tenim aquest problema de memòria encara que la seva elegància i curioses formes, juntament amb l'amplitud de la seva família fa que encara sigui usada avui dia. | Emigre Fonts                                       |
| Matrix II Display   | 1992              | | Emigre Fonts                                       |
| Modula              | 1985              | | Emigre Fonts                                       |
| Mr Eaves Sans       | 2009              | | Emigre Fonts                                       |
| Mr Eaves Modern     | 2009              | | Emigre Fonts                                       |
| Mr Eaves XL Sans    | 2009              | | Emigre Fonts                                       |
| Mr Eaves XL Modern  | 2009              | | Emigre Fonts                                       |
| Mrs Eaves           | 1996              | És una tipografia amb Serif transicional. És una revival dels tipus de John Baskerville, i està relacionat amb els tipus Barskerville Contemporanis. Un mix de suficient tradicionalisme amb un gir actualitzat. També el seu nom té una mica d'història: ve de Sarah Eaves, la dona que es va convertir en l'esposa de Baskerville. Quan Baskerville estava començant el seu negoci d'impressió i tipus, les Sra Eaves es va mudar a casa com una senyora de neteja, i eventualment es va tornar la seva dona després de la mort del seu primer marit, el Sr Eaves. Igual que les vídues de Caslon, Bodoni, i les filles de Fournier, Sarah va completa les impressions dels volums sense acabar que John Baskerville deixa després de la seva mort. | Emigre Fonts                                       |
| Mrs Eaves XL Serif  | 2009              | | Emigre Fonts                                       |
| Mrs Eaves XL Narrow | 2009              | | Emigre Fonts                                       |
| Narly               | 1993              | | Emigre Fonts                                       |
| Oblong              | 1988              | | Emigre Fonts                                       |
| Puzzler             | 2005              | | Emigre Fonts                                       |
| Senator             | 1988              | | Emigre Fonts                                       |
| Soda Script         | 1995              | | Emigre Fonts                                       |
| Solex               | 2000              | | Emigre Fonts                                       |
| Tall Pack           | 1990              | | Emigre Fonts Arxivat 2011-10-17 a Wayback Machine. |
| Tarzana             | 1998              | | Emigre Fonts                                       |
| Totally Gothic      | 1990              | | Emigre Fonts                                       |
| Totally Glyphic     | 1990              | | Emigre Fonts                                       |
| Triplex             | 1989              | És la seua primera font sans-serif. Va sorgir a partir de les tipografies geomètriques. Quan van aparèixer Triplex va ser una de les primeres de la nova era digital. Aquesta demanda es va assenyalar amb una geometria extravagant. Després de la seva estrena, la publicació ha estat contínuament ampliada. | Emigre Fonts                                       |
| Variex              | 1988              | El seu disseny està basat en una línia central amb un gruix uniforme al llarg de tota la lletra. La família consta de 3 variants: Light, Regular i Bold, i les tres deriven de la mateixa línia base variant el seu gruix. Això fa que entre cadascuna d'elles hagi variacions en les alineacions dels traços i fins i tot en l'altura de la "x" formant part del disseny i fent innecessària la modificació de la línia central quan aquesta canvia de gruix. Apropiada per emprar en titulars, cartells o qualsevol altre projecte d'exhibició. | Emigre Fonts                                       |
| Whirligig           | 1994              | | Emigre Fonts                                       |